# Vysočanská radiála
Vysočanská radiála je rychlostní komunikace na severovýchodě Prahy, která od roku 2011 propojuje Kbelskou ulici, Pražský okruh a dálnici D10. Je po ní vedena silnice I/10 (úsek je značen 10M) a evropská silnice E55, společně s pražským úsekem dálnice D10 je pojmenována jako ulice Novopacká. Výhledově se uvažuje o napojení na Městský okruh v oblasti Balabenky.

## Úseky
Stavba Vysočanské radiály byla rozdělena na dvě stavební a provozní etapy: úsek Pražský okruh (Satalice) – Kbelská a úsek Kbelská – Městský okruh (Balabenka).

### Úsek Pražský okruh (Satalice) – Kbelská
Výstavba radiály v první etapě probíhala v úseku Průmyslový polookruh (Kbelská) – Pražský okruh (dálniční křižovatka Satalice). Na trase je sedm mostů, délka úseku je 5,6 km. Stavba začala v roce 2005, avšak její dokončení dlouho blokovaly spory o pozemky. Tyto obtíže se ale podařilo vyřešit a komunikace tak byla 28. listopadu 2011 otevřena. Náklady na stavbu včetně výkupu pozemků činily 2,5 miliardy korun.

### Úsek Kbelská – Městský okruh (Balabenka)

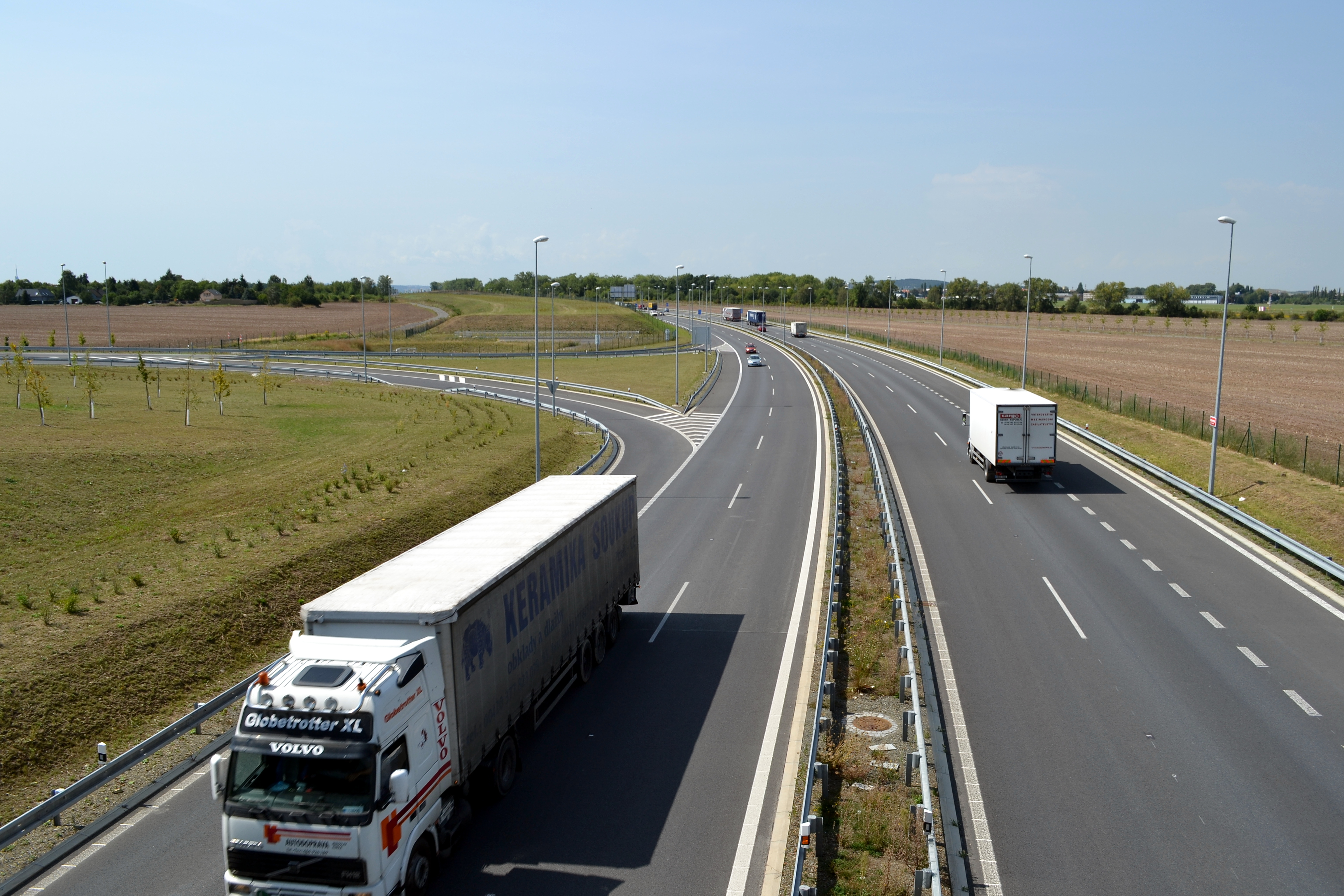
Mimoúrovňová křižovatka Satalice

Výhledově se uvažuje o dostavbě od Průmyslového polookruhu až k Městskému okruhu (křížení ulice Čuprova se Sokolovskou). Úsek má délku 3,5 km. Součástí stavby jsou 3 mimoúrovňové křižovatky a 1250 m dlouhý tunel.
V roce 2013 byl tento úsek z územního plánu vypuštěn, v analytické studii, kterou Praha 9 nechala vypracovat jako podklad pro Metropolitní územní plán, však radiála zakreslena byla, avšak radní Doležal v roce 2014 ujistil, že Praha 9 nemá žádné informace o konkrétním zahájení činností vedoucích k realizaci stavby. V květnu 2017 městský radní Dolínek oznámil, že město ustoupilo od výstavby většiny dosud nedostavěných radiál, mimo jiné i od dostavby Vysočanské radiály. 30. června 2017 rada městské části Praha 9 pověřila radního Tomáše Holečka, aby hlavnímu městu předal požadavek městské části na opětovné vrácení radiály do územního plánu.